# Annibale Zoilo
Annibale Zoilo (Rome, 1537 – Loreto, 1592) fut un compositeur italien de la Renaissance italienne.

## Biographie
Annibale Zoilo est né à Rome vers 1537. Il fut très jeune directeur musical de l'église de San Luigi dei Francesi et de la basilique de San Giovanni in Laterano (où il enseigne de 1561 à 1570). Vers l'âge de vingt ans, il entre au service du cardinal Guglielmo Sirleto.
Au cours du concile de Trente, il fut chargé, avec Giovanni Pierluigi da Palestrina, de réviser le chant grégorien. Ce projet fut interrompu, à la suite de l'intervention de Philippe II d'Espagne, qui voulait garder le répertoire grégorien dans son pays.  
En 1581, il fut nommé directeur musical de la cathédrale de Santissima Annunziata à Todi et à partir de 1584, s'étant définitivement installé à Loreto, il fut maître de chapelle à la basilique de la Sainte Maison de Lorette.